# 第15F海軍航空隊
第15F海軍航空隊（だい15Fかいぐんこうくうたい、仏: Flottille 15F）は、かつてフランス海軍海軍航空隊にあった攻撃機部隊。 1953年10月15日にフランス保護領チュニジアのカロウバ海軍航空基地で新編され、1969年1月15日にランディヴィジオ海軍航空基地で解隊した。フランス海軍航空隊においてダッソーエタンダールIV Mが最初に配備された飛行隊（マザースコードロン）でもあった。

## 歴史
第15F海軍航空隊は、チャンスボートF4U-7飛行隊として、1953年10月15日にフランス保護領チュニジアのカロウバ海軍航空基地で新編され、1955年5月にはフランス本土のディエール・ル・パリヴェストル海軍航空基地に移駐した。1956年7月にはフランス領アルジェリアのテレグマ第211空軍基地に展開し、アルジェリア戦争に投入され、同年10月から11月にかけてはスエズ動乱に投入された。1959年4月にメゾン・ブランシェ第149空軍基地へ移駐し、同年12月にはフランス本土のディエール・ル・パリヴェストル海軍航空基地に移駐、1962年2月1日に解隊されたが、同年6月1日にダッソーエタンダールIV M飛行隊としてディエール・ル・パリヴェストル海軍航空基地で再編成され、1967年にランディヴィジオ海軍航空基地に移駐、1969年1月15日に再び解隊された。

## 配備基地の変遷
- カロウバ海軍航空基地（フランス語版）（フランス保護領チュニジア・ビゼルト）（1953年11月 - 1955年4月）
- ディエール・ル・パリヴェストル海軍航空基地（プロヴァンス＝アルプ＝コート・ダジュール地域圏ヴァール県）（1955年5月 - 1956年1月）
- R96 ラファイエット（1956年2月 - 1956年5月）
- テレグマ第211空軍基地（フランス語版）（フランス領アルジェリア・コンスタンティーヌ県コンスタンティーヌ）（1956年7月 - 1956年9月）
- R96 ラファイエット（1956年10月 - 1956年11月）
- ディエール・ル・パリヴェストル海軍航空基地（プロヴァンス＝アルプ＝コート・ダジュール地域圏ヴァール県）（1958年 - 1958年12月）
- テレグマ第211空軍基地（フランス領アルジェリア・コンスタンティーヌ県コンスタンティーヌ）（1959年1月 - 1959年3月）
- メゾン・ブランシェ第149空軍基地（フランス語版）（フランス領アルジェリア・アルジェ県アルジェ）（1959年4月 - 1959年5月）
- R95 アローマンシュ（1959年6月 - 1959年11月）
- ディエール・ル・パリヴェストル海軍航空基地（プロヴァンス＝アルプ＝コート・ダジュール地域圏ヴァール県）（1959年12月 - 1962年1月）
- ディエール・ル・パリヴェストル海軍航空基地（プロヴァンス＝アルプ＝コート・ダジュール地域圏ヴァール県）（1962年 - 1967年6月）
- ランディヴィジオ海軍航空基地（ブルターニュ地域圏フィニステール県）（1967年 - 1969年1月）

## 歴代運用機
- F4U-7（1953年10月 - 1962年5月）
- エタンダールIV M（1962年6月 - 1969年1月）